# Hanns Hörbiger
Hanns Hörbiger (født 29. november 1860 i Atzgersdorf, død 11. oktober 1931 i Mauer i Wien) var en østrigsk ingeniør fra fra Wien med rødder i Tyrol. Han deltog i byggeriet af undergrundsbanen i Budapest og udviklede i 1894 en ny type ventil, der var vigtig for kompressorer og som stadig er i brug verden over i dag.
Han var også ophavsmand til den pseudovidenskabelige teori 'Welteislehre' (verdensislære), der i mellemkrigsårene havde mange tilhængere.

## Opvækst
Hanns Hörbiger blev født i Atzgersdorf, en forstad til Liesing i Wien. Han læste på det lokale tekniske gymnasium.
I 1894 fik Hörbiger en idé til en ny konstruktion af en dampdrevet blæsemaskine til højovne; han erstattede ældre og skrøbelige ventiler af læder med ventiler af stål. Ventilerne åbnede og lukkede automatisk og var styret let og friktionsløst, og de var derved det gamle design af ventiler overlegent. Hörbiger fik patent på sin opfindelse, der bl.a. gjorde det betydelig lettere at tilrettelægge en effektiv stålproduktion og at opnå højere produktivitet i minedrift.
I 1900 grundlagde Hanns Hörbiger og ingeniøren Friedrich Wilhelm Rogler i Budapest en ingeniørvirksomhed, som i 1903 blev flyttet til Wien. I 1925 blev Hörbigers søn Alfred Hörbiger optaget i firmaet, der på daværende tidspunkt hed Hörbiger & Co. Alfred Hörbiger overtog i 1925 direktørposten og Hanns Hörbiger arbejdede i stedet med sine videnskabelige studier.
Firmaet udviklede sig hurtigt under Alfred Hörbigers ledelse: En fabrik blev åbnet i Wien og et tilknyttet selskabet blev åbnet i Düsseldorf i Tyskland. Hörbiger ekspanderede ind i England og indgik adskillige licensaftaler med førende producenter af stempel blæsere, kompressorer og dieselmotorer til skibe i Europa og Nordamerika.
Firmaet videreudviklede sine produkter, og eksisterer fortsat som firmaet Hoerbiger, der i dag (2017) har hovedsæde i Zug i Schweiz og globalt beskæftiger mere end 6.800 personer fordelt på 50 lande.

## Welteislehre
Hörbiger er i dag husket for sin teori om Welteislehre ("Verdensislære"), som han først fremsatte i sin bog fra 1913 Wirbelstürme, Wetterstürze, Hagelkatastrophen und Marskanal-Verdoppelungen, skrevet i samarbejde med amatørastronomen Philipp Fauth. Hörbiger mente, at bl.a. Månen og Mælkevejen bestod af is og at de interstellare rum bestod af hydrogen mellem isblokkene. Hans teorier blev senere gjort populære af bl.a. H.S. Bellamy og havde indflydelse på Hans Robert Scultetus, der var leder af Pflegestätte für Wetterkunde (Sektion for Vejrkundskab) ved SS organisationen Ahnenerbe, der mente, at Welteislehre kunne benyttes til at foretage præcise vejrudsigter på lang sigt.

## Hæder
Månekrateret Deslandres blev oprindeligt kaldt Hörbiger af Philipp Fauth på dennes månekort. Krateret fik senere, i 1948, det officielle navn af generalforsamlingen i International Astronomical Union efter forslag af E. M. Antoniadi i 1942.